# 婚恋调查
《婚恋调查》（羅馬化：Suep Suan Samnuan Rak）是一部由玛茶榕·栓勒玛（Linn）、扎隆·索纳特（Top）领衔主演的泰国悬疑律政剧。此剧于2023年5月21日起每周五至周日晚上8时15分在Thai PBS 3上播出，主要讲述了司法程序不平等以及社会议题。

## 演员阵容
- 玛茶榕·栓勒玛（Linn）饰演 Pat，律师[3]
- 扎隆·索纳特（Top）饰演 Wasu，政治家[3]
- 汤梅斯·桑帕凯特 饰演 Ekkarong
- 莎缇达·萍辛彩 饰演 Pai
- 娜塔茹泰·阿卡娜吉塔纳库 饰演 Maggie
- 皮安崇·达姆容桑托恩查 饰演 Khomkrit
- 戈崴敏·腾纳亚
- 欧卡·基拉蒂 饰演 Anuchit
- 查诺崇·布恩玛纳翁
- 李龙世
- Kittipol Kesmanee（Pu）
- Suppattarapon Kasikam（Dear）

## 制作
2022年9月中旬，由泰国公共广播服务（TPA）总监Wilasinee Pipitkul以及TV Thunder Public Company Limited的副首席制作官Jaruporn Kamthornopkhun和制作顾问Phusit Laithong带领演员及幕后团队于吉时在位于威拍哇丽兰室路的泰国公共电视台四面神神社举行开机祭祀仪式。